# 末日殺神
《末日殺神》（英語：On the Job）是一部2013年上映的菲律賓犯罪驚慄片，由艾力·馬迪執導，並由皮奧洛·帕斯庫阿爾、赫拉爾德·安德爾松、霍埃爾·托爾雷和喬伊·馬爾克斯主演。該電影曾在第66屆坎城影展中參展。
該電影由星星電影和現實娛樂共同製作，為星星電影二十周年紀念電影。

## 劇情
在菲律賓，貪污的政客和警察導致大規模的犯罪和貧窮。希特門·瑪利歐和丹尼爾殺害了一個名為刁的男人。兩人為定期從監獄釋放出來的囚犯，透過為他們的老闆特赫爾馬打人以賺取收入。即將出獄的瑪利歐用他的錢供養女兒的法律學校學費和他分居的妻子洛萊特。其更年輕和更肆無忌憚的拍檔丹尼爾將他部份的錢寄回家，然後將剩下的在監獄購買貨物和特權。丹尼爾以如導師和父親的形象見了瑪利歐。因為一次打人事件，他們被送返監獄。在國會議員曼里克的請求下，刁兇殺案被其女婿國家調查局特務科羅內爾調查。科羅內爾的父親是政客，死時曾傳出貪污。當科羅內爾和他的拍檔貝爾納貝抵達當地，有20年經驗的阿科斯塔警長覺得這個案件交到他身上是有政治目的，於是制止他們。
瑪利歐和丹尼爾獲釋後，殺害了一個名為琳達的女人。在聆訊中，琳達的丈夫波爾立即找阿科斯塔。阿科斯塔發現刁的兇殺案只是角逐參議院議員的高級將領，亦是曼里克密友的帕克赫科將軍下令的幾件兇殺案之一。帕克赫科利用囚犯策劃一個針對其他參與選舉人士的謀殺行動。阿科斯塔同意保護波爾，並帶領他去警署。當科羅內爾和貝爾納貝遇見阿科斯塔時，丹尼爾對波爾開槍，但他的槍因被堵塞而未能射殺波爾。三個警員圍住丹尼爾和瑪利歐，使他們被迫逃走，在醫院裡，丹尼爾引開注意力使瑪利歐能殺害波爾。兩人其後分別逃離。科羅內爾和貝爾納貝追丹尼爾，而阿科斯塔則跟隨瑪利歐。在兩人逃亡時，貝爾納貝中槍，而瑪利歐扭傷了腳踝。阿科斯塔將瑪利歐的臉容交給警察，使瑪利歐的家庭不知不覺地暈眩。
當科羅內爾發現瑪利歐的身份後，他找洛萊特，當時洛萊特正與她的愛人布霍伊在一起。洛萊特沒有說話，但科羅內爾傳達她與阿科斯塔的戀情。阿科斯塔曾以此在監獄的審訊作為槓桿作用打擊瑪利歐但不成功。瑪利歐覺得自己幻想破滅和被家人的拋棄背叛，於是將此告訴丹尼爾。
科羅內爾在改革黨演說中遇見曼里克，並說他打算拘捕帕克赫科，但曼里克警告科羅內爾他們都會被殺，因為曼里克是帕克赫科的客戶。科羅內爾挫折地離開，並決定繼續為阿科斯塔效力。阿科斯塔告訴科羅內爾，他的父親並不貪腐，並因為嘗試揭露貪污而被殺，阿科斯塔自己因而被降職。
科羅內爾和阿科斯塔發現刁的父親能夠提供證據去拘捕帕克赫科。在中途，科羅內爾丟下阿科斯塔去探望帕克赫科，因為他承認殺了科羅內爾的父親。科羅內爾用手提電話秘密地錄下與帕克赫科的對話。在錄下這段對話後，科羅內爾告訴他的妻子妮基，說他打算拿下帕克赫科，並在過程中將曼里克定罪。她不斷掌摑他。帕克赫科將刁的父親殺害。
第二天，丹尼爾因不明原因在警察總部前殺了科羅內爾，激怒了阿科斯塔，他責罵曼里克和帕克赫科的保安資料，導致一個簡短的槍戰，直至帕克赫科下令他們停火。在瑪利歐獲釋的一天，他發現他在外面一無所有，他的家人亦不再為他做任何事。為了留在監獄，他刺殺丹尼爾。科羅內爾之死使多人哀悼，包括妮基，而阿科斯塔亦出院並調查科羅內爾兇殺案。瑪利歐探訪他的家，在家人面前殺死布霍伊，並重返監獄。
貝爾納貝看見科羅內爾的遺產，並找到科羅內爾與曼里克和帕克赫科對話錄音的手提電話。貝爾納貝申請將手提電話作為證物。

## 角色
- 皮奧洛·帕斯庫阿爾飾演小弗朗西斯·科羅內爾
- 赫拉爾德·安德爾松飾演丹尼爾·本伊特斯
- 霍埃爾·托爾雷飾演瑪利歐·馬格哈里
- 喬伊·馬爾克斯飾演霍阿金·阿科斯塔
- 邁克爾·迪·梅薩飾演曼里克
- 里奧·馬爾蒂內斯飾演帕克赫科
- 安吉爾·阿基諾飾演洛萊特
- 維維安·韋萊斯飾演特赫爾馬
- 斯海娜·瑪格達堯飾演妮基·科羅內爾
- 威廉·馬爾蒂內斯飾演雷克斯
- 拉伊韋爾·克魯斯飾演貝爾納貝
- 埃姆普蕾斯·斯克胡克克飾演天娜
- 達弗恩·希門埃斯飾演戴安娜
- 蘿桑娜·蘿塞斯飾演阿科斯塔的妻子
- J·M·迪·古斯曼飾演阿科斯塔之子博耶特
- 利托·皮門特爾飾演保羅
- 邁克爾·弗洛雷斯飾演弗雷德伊
- 阿爾·坦塔伊飾演尼埃爾·薩爾塞多
- 尼尼奧·穆赫拉克赫飾演拉蒙
- 巴爾多·馬羅飾演埃斯特班
- 馬克·安達亞飾演西梅翁
- 邁克·卡斯蒂爾洛飾演巴東
- 約瑟夫·馬克羅飾演魯埃爾
- 斯蒂芬·古飾演莊尼·刁
- 霍赫爾·高飾演查理·刁
- 克里斯蒂·富爾加爾飾演琳達·卡拉格
- 赫雷米阿赫·西爾德飾演魯伊斯

## 發展

### 製作
埃里克·馬特蒂被托德·布朗的抽搐电影所鼓勵而開始劇本製作。布朗亦承諾馬特蒂說他會提供潛在投資者去拍攝電影。但是由於馬特蒂劇本的首篇初稿而沒有兌現承諾。星星電影最初拒绝共同製作電影。但後來因馬特蒂改編了劇本而改變主意。之後，馬特蒂請求皮奧洛·帕斯庫阿爾擔任主角。帕斯庫阿爾亦負責電影中赫拉爾德·安德爾松的角色。霍埃爾·托爾雷更在劇本完成之前就已安排好角色。四位不記名顧問亦被召喚幫忙及全面地塑造劇本的詳情。

### 發行及上映
電影首先在第66屆康城影展導演雙週上映。
電影其後由菲律賓電影發行商星星電影於2013年8月28日上映。它亦在2013年秋季在北美洲上映，由好去美國娛樂發行。除北美洲外，《末日殺神》亦在法國和澳洲分別由狂野電影和狂人娛樂發行。

## 反響
《末日殺神》獲得菲律賓國內外評論的好評。

### 評論界回應
爛番茄基於14篇評論給予《末日殺神》一片100%的新鮮度，平均評分為10分中獲得6.7分。《綜藝》雜誌評論員賈斯汀·張表示：「《末日殺神》是一部由流派行家埃里克·馬特蒂執導之坚韧不拔、令人费解但穩定地引人入胜的菲律賓電影。雖然这部快节奏的动作片需要一段时间梳理从不同寻常的多孔监狱系统延伸到最高政治職位平行的故事情节，但作為一部紧张而好动的B級片開足馬力，其地方风味在外國翻拍中是不可能生存的。」《亞洲電影商業》的評論認為：「這是一部當結構變得更清楚時慢慢地吸引观众的電影—馬特蒂為在結尾作回報但仍在上半部份采取一些微调和更清晰地组织故事作出一筆賭注。」
《荷里活報道》形容電影是一部「可能是粗犷打手對戰警察的驚慄片。」此外，《銀幕日報》的艾倫·肯特說：「對比起细致入微的人物或微妙的对话，創造導演和共同編劇埃里克·馬特蒂似乎更舒服地上演行动情節和造就黑暗氣氛，但是基本的犯罪和貪污情節在腐爛社會的核心是涉及到足以原谅任何不當行為。」肯特說這部電影在菲律賓是一部必看的電影。
在菲律賓，GMA網絡表示「这里底层的乐趣在于看見主流演員演出一個反對任何角色都安然無恙的故事。」

## 獲獎
電影曾在第17屆富川國際幻想電影節上映。霍埃爾·托爾雷在該次電影節中獲得最佳男演員獎，電影亦獲評審獎。

## 未來
《末日殺神》據報被導演巴塔萨·科马库翻拍為美國版本。該次翻拍由科马库的藍眼製作製作。電影製作商和國際銷售商XYZ電影亦會共同製作該電影並向全球公映。
馬特蒂亦打算為《末日殺神》拍攝續集。

## 外部連結
- 官方网站
- 互联网电影数据库（IMDb）上《末日殺神》的资料（英文）
- 爛番茄上《末日殺神》的資料（英文）
- 好去美國：末日殺神 （美國發行）